# Stellar Blade
Stellar Blade (укр. Зоряне лезо) — відеогра у жанрі пригодницького бойовика, розроблена корейською студією Shift Up та видана Sony Interactive Entertainment. Гра вийшла ексклюзивно для PlayStation 5 26 квітня 2024 року.
Гра отримала загалом позитивні відгуки від критиків, які відзначили її візуальну складову та бойову систему, хоча сюжет зазнав певної критики. Станом на червень 2024 року гра продалася тиражем понад 1 мільйон копій. Вихід версії для Windows відбувся 11 червня 2025 року.

## Ігровий процес
Stellar Blade є пригодницькою грою від третьої особи, дія якої розгортається на постапокаліптичній Землі. Бойова система орієнтована на вивчення шаблонів атак ворогів і точний розрахунок часу для контратаки. Бета-калібр Єви заповнюється за рахунок блокувань та ухилень в бою, він також витрачається на застосування таких навичок, як пробивання супер-броні та переривання ворожих комбо. Єва також має датчик вибуху, який заповнюється послідовними відбиттями та комбо, що можуть бути використані для активації бафів та потужних атак. У грі використовується тактильний зворотний зв'язок контролера Dualsense, який дає змогу отримувати інформацію про атаки ворога та точність зброї. Досліджуючи навколишнє середовище, можна переміщатися по стінах і гойдатися на мотузках, а також знаходити різні предмети, зокрема додаткові костюми. У навколишньому світі є NPC, які можуть запропонувати Єві побічні завдання, з можливістю або виконати їх, або проігнорувати. По всьому світу розкидані табори постачання, де гравець може відновлювати здоров'я і забирати знайдені предмети, хоча це призводить до відродження всіх Найтібів у місцевості навколо.

## Сюжет

### Світ гри
Людство було вигнане з Землі після програної війни проти інопланетних загарбників під назвою Найтіба. Щоб повернути втрачений дім, Єва та її загін вирушають з орбітальної Колонії на боротьбу з Найтібою та відвоювання Землі. Зрештою, Єва зустрічає вцілілого на ім'я Адам, який приводить її до Зіону, останнього вцілілого міста людства на Землі. Єва знайомиться зі старійшиною Оркалом і налагоджує стосунки з мешканцями Зіону, щоб продовжити свою місію з порятунку людства та повернення Землі.

### Дія
З орбітальної Колонії на Землю вилітає 7-й повітряно-десантний загін. Однак висадка завершується катастрофою: Найтіба обстрілює кораблі та десантні капсули, Єва єдина досягає поверхні планети живою. Її рятує сміттяр Адам, який заручається її допомогою, щоб добути джерело живлення Hyper Cell у зруйнованому мегаполісі Ейдос-7. Адам веде Єву до Альфа Найтіби неподалік, щоб вона вбила цю істоту. Після ліквідації Альфа Найтіби Єва зустрічає Лілі, вцілілу з 5-го повітряно-десантного загону, що приєднується до неї як польова інженер. Потім Адам відводить обох дівчат до Зіону, останнього людського міста на Землі, і просить їх допомогти в порятунку міста. Єва зустрічає лідера Зіону на ім'я Оркал, який пояснює, що місту, окрім Hyper Cell з Ейдоса-7, знадобляться ще три Hyper Cell. Це необхідно для пробудження десятків тисяч людей, які перебувають у анабозі. Оркал додає, що керівника прибульців, Старшого Найтібу, неможливо буде відшукати без ядер чотирьох Альфа Найтіб, які вкажуть шлях до його гнізда.
Шукаючи другу Hyper Cell, Єва отримує запис колишньої учасниці повітряно-десантного загону на ім'я Рейвен, яка стверджує, що сучасні люди — це насправді роботи під назвою андроейдоси, а Найтіба — генетично модифіковані земляни. Оркал підтверджує, що в давнину штучний інтелект Материнська Сфера створила андроейдосів і вони жили в мирі з людьми. Однак Материнська Сфера раптово наказала андроейдосам знищити людство та фальсифікувала історичні записи, щоб андроейдоси вважали себе справжніми людьми. Тим часом уцілілі люди переховувалися та змінили себе, щоб дати відсіч Материнській Сфері та андроейдосам. Єва вражена цим відкриттям, але вважає, що Старшого Найтібу все одно потрібно вбити задля припинення війни.
Єва продовжує збирати Hyper Cell та ядра Альфа Найтіб. Під час пошуку останнього ядра Адам отримує тривожне повідомлення з Зіона та покидає Лілі й Єву. Повернувшись до Зіона на кораблі Адама, Єва та Лілі бачать, що місто опинилося під атакою Найтіби. Єва протистоїть останньому Альфа Найтібі та перемігши його, розуміє, що це була Рейвен. Скориставшись нагодою, Рейвен тікає, а Єва доглядає за Оркалом. Тоді Оркал зізнається, що він теж Альфа Найтіба. Оскільки у Єви є лише три ядра, Оркал жертвує їй власне. Він благає Єву зустрітися зі Старшим Найтібою перед смертю. Єва та Лілі прямують до Гнізда, і по дорозі знаходять останній запис Рейвен, яка розповідає про своє розчарування від відкриття, що Материнська Сфера не лише розгорнула кампанію з винищення людей, але й спустошила поверхню Землі, скинувши на неї частини Колонії.
Досягнувши входу в Гніздо, Єва зустрічає Рейвен, яка намагається не пропустити її. Та Єві вдається перемогти Рейвен, яку вона лишає живою, проте скаліченою. Потім Єва та Лілі заходять у Гніздо, де з'ясовується, що Старший Найтіба — це Адам. Той пояснює, що створив Найтібу, але тепер шкодує про це, бо в його дітищах лишилося надто мало людського. Він також усвідомлює, що андроейдоси не можуть бути спадкоємцями людства через їхню неспроможність еволюціонувати, бо в них немає ДНК. Щоб вирішити цю проблему, Адам пропонує Єві злитися з ним, утворити нову форму життя й дати людству шанс на нове майбутнє. Фінал гри залежить від вибору Єви та попередніх дій.
- Якщо Єва відмовляється прийняти план Адама, то бореться проти нього і зрештою перемагає. Адам помирає, в людства не лишається надії на порятунок. Материнська Сфера вітає Єву та Лілі й надсилає для них корабель, який повертає обох на Колонію.
- Якщо Єва прийме план Адама, вони об'єднаються, створюючи новий тип людини. Тоді Материнська Сфера перехоплює контроль на мехом Лілі та змушує її атакувати Єву. В підсумку Єва перемагає, а Лілі виживає або гине залежно від того, як Єва до неї ставилася раніше. Материнська Сфера вітає Єву з нейтралізацією Старшого Найтіби. Однак, оскільки Єва більше не має для неї користі, Материнська Сфера десантує армію андроейдосів, які нападають на Єву. Героїня починає з ними завідомо програшний бій.
- Якщо Єва приймає план Адама, лишає Лілі живою та знаходить код Іберіса, в неї з'являються сили, щоб знищити армію Материнської Сфери. Потім Лілі доставляє всі Hyper Cell до Зіону. Люди, що перебували в анабіозі, пробуджуються, а Єва стає доглядачкою міста.

## Розробка та випуск
4 квітня 2019 року корейська студія Shift Up (заснована ілюстратором Blade & Soul Кім Хен Тхе) анонсувала Project Eve для PlayStation 4, Windows і Xbox One, яка мала розроблятися на рушії Unreal Engine 4. Наприкінці 2020 року було представлено прототип нового геймплею та художнього оформлення без зазначення жодної з платформ, на яких мала вийти гра. У вересні 2021 року на виставці PlayStation Showcase було оголошено, що гра стане ексклюзивом для PlayStation 5 і буде видана Sony Interactive Entertainment. У вересні 2022 року на PlayStation State of Play було оголошено остаточну назву гри - Stellar Blade, продемонстровано новий геймплей і оголосили про запланований реліз на 2023 рік. Гра використовує 3D-сканування для деяких моделей персонажів, а Єва заснована на корейській моделі Шин Чже Ен. У грудні 2023 року гру було відкладено до 2024 року. У січні 2024 року було оголошено, що гра вийде 26 квітня. Демо-версія гри була випущена в PlayStation Store по всьому світу 29 березня 2024 року, перед цим, 8 березня вона була випадково була випущена раніше запланованого але швидко була видалена.
Stellar Blade розпалила дебати, особливо навколо відчутної сексуалізації її головної героїні, Єви. Згідно з Den of Geek, частина критиків стверджує, що маркетинг гри значною мірою спирається на сексуальну привабливість Єви, а такі деталі, як відверті костюми та відвертий дизайн персонажів, посідають центральне місце в стратегії промоції гри. У Південній Кореї гра отримала рейтинг «Тільки для дорослих», оскільки містить відверту натуру, насильство та сексуальний підхід в образах персонажів. Режисер гри, Кім Хен Тхе, відстоює такий вибір дизайну, пояснюючи, що з точки зору третьої особи, погляд гравця переважно спрямований на спину персонажа, тому акцент робиться на тому, щоб зробити цей ракурс привабливішим. Графіті в грі, що містить напис «Hard» поруч із табличкою «R shop», було розцінено як расистську зневагу. Згідно з Kotaku, комбінація цих візуальних елементів у формі «Hard R» можна «інтерпретувати як відсилку до слова на букву “н”». Sony заявила, що це сталося ненавмисно, та зазначила, що це було виправлено в релізній версії гри.
19 листопада 2024 року до гри було додано фоторежим, що співпав з виходом колабораційного DLC з Nier: Automata.
11 червня 2025 року заплановано вихід версії гри для Windows, що співпаде з релізом колабораційного DLC з Goddess of Victory: Nikke, ще одним проєктом компанії Shift Up.
Офіційному випуску гри на Windows передувала демо-версія, яка вийшла 30 травня 2025 року.
У травні 2025 року компанія Shift Up офіційно оголосила, що розробляється продовження Stellar Blade.

## Сприйняття
| Агрегатор  | Оцінка |
| ---------- | ------ |
| Metacritic | 82/100 |
| OpenCritic | 87%    |

| Видання               | Оцінка  |
| --------------------- | ------- |
| Destructoid           | 8/10    |
| Eurogamer             | 4/5     |
| Game Informer         | 8.75/10 |
| GameSpot              | 8/10    |
| IGN                   | 7/10    |
| Jeuxvideo.com         | 17/20   |
| Shacknews             | 8/10    |
| Video Games Chronicle | 4/5     |

Stellar Blade отримала «загалом схвальні» відгуки від критиків, згідно з даними агрегатора рецензій Metacritic. Згідно з даними OpenCritic, 87 % з 76 оглядів критиків рекомендують гру.
Ашкай Бхалла на Screen Rant зробив висновок, що головна перевага гри полягає в її бойовій механіці та дизайні босів, які часто привертають увагу. Ігровий процес називався захопливим, веселим і «зробленим правильно» з поєднанням напіввідкритого світу NieR: Automata та механік Soulslike-ігор. Проте темп розповіді та побудова світу вказувалися слабшими складовими.
Різ Вуд на TechRadar писав, що Stellar Blade нагадує NieR: Automata й Code Vein. При тому як продумано виконані битви з босами та підібрано саундтрек, у перші години не відбувається майже нічого суттєвого для сюжету. Схвалення отримав дизайн героїні, що була визнана багатосторонньою особою, попри перше враження, сформоване рекламними матеріалами. Критик окремо похвалив різноманітні налаштування складності та доступності гри, включно з налаштування розміру інтерфейсу, корекцією кольорів для осіб з дальтонізмом і автоматичне прицілювання.
Імран Кан на GameSpot сильним аспектом гри вказав те, як ігровий процес підкріплюється цікавою та захопливою бойовою системою, що значною мірою спирається на відбивання ударів і ухилення. Більшість поразок заохочують повернутися та спробувати битися по-іншому. В той же час деякі завдання не дають нічого, крім елементів костюму героїні. Персонажі миттєво змінюють свої мотиви, а потім повертаються до попереднього мислення без пояснень і коментарів, тому Stellar Blade не можна ставити в один рівень із іграми, що слугували для неї натхненням.

### Продажі
Stellar Blade стала найпродаванішою грою у Північній Америці в квітні 2024 року, що відображало її високі показники на ринку протягом місяця. У Канаді вона посіла друге місце серед найпродаваніших програмних продуктів за той самий період. У Японії Stellar Blade продалася тиражем 67 131 фізичну копію за перший тиждень, ставши найпродаванішою грою тижня. Станом на 14 липня 2024 року в Японії було продано 111 490 фізичних копій гри.
До червня 2024 року компанія Shift Up оголосила, що гра продалася тиражем понад 1 мільйон копій
.